# Escurquela
Escurquela ist ein Ort und eine ehemalige Gemeinde (Freguesia) im portugiesischen Kreis Sernancelhe. Die Gemeinde hatte 152 Einwohner (Stand 30. Juni 2011).
Am 29. September 2013 wurden die Gemeinden Escurquela und Fonte Arcada zur neuen Gemeinde União das Freguesias de Fonte Arcada e Escurquela zusammengeschlossen.